# Lithuanian International 2006
Die Lithuanian International 2006 im Badminton fanden vom 8. bis zum 10. September 2006 statt.

## Sieger und Platzierte
| Disziplin    | Gold                                     | Silber                              | Bronze                            |
| ------------ | ---------------------------------------- | ----------------------------------- | --------------------------------- |
| Herreneinzel | Kęstutis Navickas                        | Pablo Abián                         | Dmytro Zavadsky                   |
| Herreneinzel | Kęstutis Navickas                        | Pablo Abián                         | Boljka Nejc                       |
| Dameneinzel  | Maja Tvrdy                               | Kati Tolmoff                        | Akvilė Stapušaitytė               |
| Dameneinzel  | Maja Tvrdy                               | Kati Tolmoff                        | Ragna Ingólfsdóttir               |
| Herrendoppel | Adam Cwalina Wojciech Szkudlarczyk       | Pavel Florián Stanislav Kohoutek    | Marcus Jansson Stefan Edvardsson  |
| Herrendoppel | Adam Cwalina Wojciech Szkudlarczyk       | Pavel Florián Stanislav Kohoutek    | Dmitry Kazakov Sergey Shumilkin   |
| Damendoppel  | Anastasia Prokopenko Elena Chernyavskaya | Akvilė Stapušaitytė Kristīne Šefere | Ana Moura Rasa Šulnienė           |
| Damendoppel  | Anastasia Prokopenko Elena Chernyavskaya | Akvilė Stapušaitytė Kristīne Šefere | Kati Tolmoff Kristina Dovidaitytė |
| Mixed        | Adam Cwalina Małgorzata Kurdelska        | Andrei Ivanov Elena Chernyavskaya   | Michal Matejka Eva Sládeková      |
| Mixed        | Adam Cwalina Małgorzata Kurdelska        | Andrei Ivanov Elena Chernyavskaya   | Heimo Götschl Claudia Mayer       |